# Mario Curti
Mario Curti (Vercelli, 2 dicembre 1901 – Vercelli, 10 novembre 1968) è stato un calciatore italiano, di ruolo portiere.

## Carriera

### Club
Portiere della Pro Vercelli durante gli anni 1920, fu schierato, tra l'altro, durante la finale della Prima Categoria 1920-1921, vincendo sul campo il titolo di campione d'Italia. La sua ultima stagione con la maglia della Pro Vercelli fu la Prima Divisione 1925-1926, durante la quale giocò 7 partite e subì 6 reti. Messo in lista di trasferimento dalla squadra vercellese nel 1926, lasciò il club dopo aver vinto due campionati italiani, accasandosi all'Alessandria. Nella formazione piemontese fu titolare per due stagioni di massima serie, giocando 15 gare (con 20 reti subite) nella prima e 18 (con 18 gol al passivo) nella seconda. Giocò l'ultima partita in grigio il 1º luglio 1928; considerato il principale responsabile di una pesante sconfitta patita sul campo del Casale che compromise la corsa al titolo della squadra cinerina, fu escluso dai titolari e sostituito da Clemente Morando, per poi venir messo in lista di trasferimento.
Rimase in Piemonte e passò al Novara, con cui disputò da titolare gran parte della Divisione Nazionale 1928-1929. Debuttò contro la Roma il 4 novembre 1928, subendo tre gol. Terminata la stagione tornò poi all'Alessandria, che lo mise nuovamente in lista il 10 settembre 1929. Giocò successivamente nel Pavia.

## Palmarès

### Club

#### Competizioni nazionali
- Campionato italiano: 2

Pro Vercelli: 1920-1921, 1921-1922
- Coppa CONI: 1

Alessandria: 1927